# Тарасовка (Подвысоцкий сельский совет)
Тарасовка (укр. Тарасівка) — село на Украине, находится в Оратовском районе Винницкой области.
Код КОАТУУ — 0523184103. Население по переписи 2001 года составляет 35 человек. Почтовый индекс — 22655. Телефонный код — 4330.
Занимает площадь 0,18 км².

## Адрес местного совета
22655, Винницкая область, Оратовский р-н, с. Подвысокое, ул. Ленина, 20